# Viveka
Viveka (Sanskrit विवेक viveka) ist ein Begriff aus der indischen Philosophie (Jnana Yoga), der mit Unterscheidungskraft oder Diskriminierung wiedergegeben werden kann.

## Etymologie

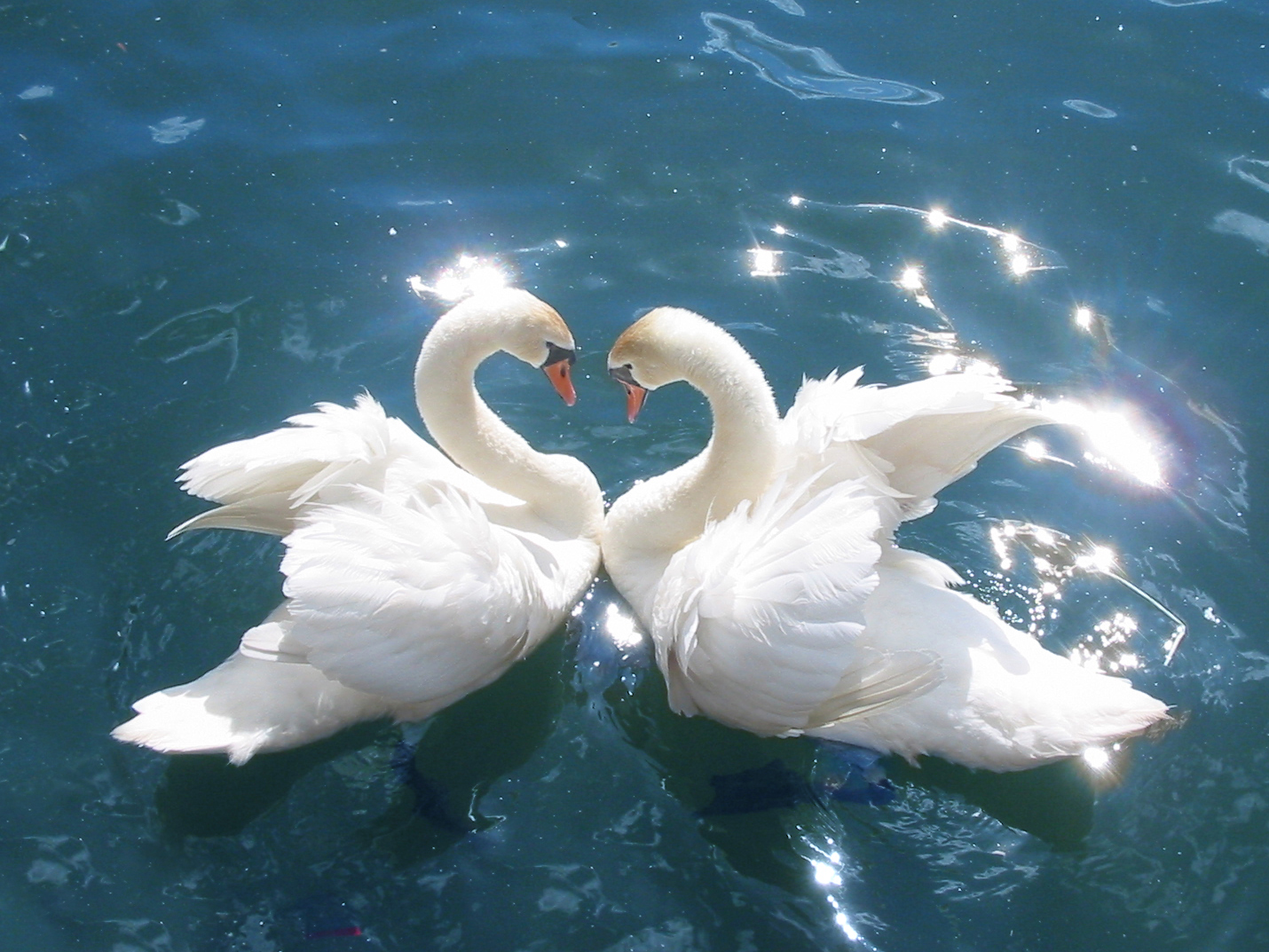
Schwäne (Cygnus olor) – Symbole für Reinheit und Transzendenz im Vedanta

Das männliche Substantiv Viveka ist zusammengesetzt aus der Vorsilbe vi- (वि) mit der Bedeutung ohne, nicht, wider und veka (वेक). Veka ist seinerseits abgeleitet vom Verb bzw. der Wurzel vic (विच्) mit der Bedeutung urteilen, trennen, abtrennen. Viveka kann somit als Scheidung, Unterscheidung, Untersuchung, Prüfung und Kritik wiedergegeben werden. Dieser Prozess erfolgt jedoch ganzheitlich und ohne dabei in Einzelteile zu trennen.

## Mythologie
In der indischen Mythologie ist Viveka der Sohn des Manas und der Nivritti.

## Definition und Begriffsklärung
Bei der spirituellen Wahrheitssuche bildet Viveka neben Vairagya (Verhaftungslosigkeit), Shatsampad (Sechs Errungenschaften) und Mumukshutva (Verlangen nach Befreiung) die erste der vier geistigen Praktiken oder Sadhanas (Sadhana-Chatushtaya – साधनचतुष्टय sādhana-catuṣṭaya). Sie ist die  Unterscheidungskraft zwischen Ewigem und Vergänglichem (Nitya und Anitya), Wirklichkeit und Unwirklichkeit (Sat und Asat), Selbst und Nicht-Selbst (Atman und Anatman), auf Begierden gründendem Vergnügen (Kama) und Wonne oder Glückseligkeit (Ananda).
Viveka ist die menschliche Fähigkeit, zwischen Echtem (Unwandelbarem und Ewigem) und Unechtem (Wandelbarem und Zeitweiligem) zu unterscheiden.
Laut Jean Herbert sehen die Mehrheit der indischen Moralisten und spirituellen Lehrer zwei Tugenden für spirituellen Fortschritt als unabdingbar an – Vairagya und Viveka. Sri Ramakrishna bezeichnet diese beiden Eigenschaften als Reinigungsmittel der Seele, die, obwohl sie unterschiedlich geartet sind, dennoch voneinander abhängen. Auch wenn Viveka ursprünglich die Unterscheidung zwischen Realem und Irrealem rationell ermöglicht, d. h. zwischen Brahman (Weltseele) und Maya (Illusion), so hilft sie uns letztendlich im täglichen Leben auseinanderzuhalten, was uns der Wahrheit näherbringt und was uns von ihr entfernt. Viveka lässt uns den Egoismus durchschauen – das große Hindernis für Fortschritte auf dem spirituellen Weg. Vairagya hingegen liefert uns anschließend die Methodik, Egoismus vollkommen loszuwerden.